# Eugene Jarvis
Pour les articles homonymes, voir Jarvis.
Eugene Jarvis, né en 1955 à Palo Alto, est un game designer et programmeur américain, pionnier du jeu d'arcade. Il est connu pour ses jeux d'action à adrénaline, notamment les classiques Defender et Robotron: 2084, et la série de jeux de course Cruis'n. Il a travaillé pour Atari, Williams et Midway Games.
En 2005, l'International Game Developers Association (IGDA) lui a décerné le prix Lifetime Achievement, récompensant sa contribution au développement et à la culture du jeu vidéo.

## Biographie
Eugene Peyton Jarvis est né en 1955 à Palo Alto en Californie. Il entre à l'Université de Californie à Berkeley, à l'origine pour étudier la biochimie avant de se découvrir des facilités pour la programmation (langage Fortran) et de s'orienter vers l'informatique. Il gaspille son temps sur les flippers électro-mécaniques de Gottlieb et le jeu vidéo Spacewar!, découvert dans un sous-sol des laboratoires de physique du campus.
En 1976, Eugene Jarvis est embauché dans le nouveau département flipper d'Atari où il travaille au développement logiciel et à la programmation sonore de machines entre autres conçues par Steve Ritchie. En 1979, Atari ferme la division, et Jarvis suit Ritchie à Chicago pour travailler chez Williams, un grand nom de l'industrie du flipper. À l'époque, le jeu vidéo connait une évolution rapide, à la fois en termes de popularité, dans le sillage du succès Space Invaders, et sur le plan technique, avec l'avènement du microprocesseur. Jarvis, fasciné, se lance dans le game design; Williams, qui est à l'époque absent de ce marché, lui donne sa chance. Il développe Defender, un shoot them up sophistiqué et innovant qui rencontre un énorme succès. Avec son collègue Larry DeMar, Jarvis décide alors de monter sa propre entreprise, Vid Kidz, qui développe deux autres classiques du jeu d'arcade : Stargate (1981) et Robotron: 2084 (1982).
En 1984, Jarvis retourne en Californie pour étudier à l'Université Stanford, où il obtient un MBA en 1986. Il travaille ensuite sur différents projets dans la division arcade nouvellement recréé de Williams (rebaptisée Midway Games dans les années 1990), notamment les shoot them up corrosifs NARC (1988) et Smash TV (1990), et les jeux de course en 3D de la série Cruis'n (1994-1999).
En 2001, Jarvis et Andrew Eloff fondent le studio de développement Raw Thrills, qui emploient d'anciens membres de Midway.

## Flipper
- The Atarians (1976)
- Airborne Avenger (1977)
- Time 2000 (1977)
- Space Riders (1978)
- Superman (1979)
- Firepower (1980)
- Space Shuttle: Pinball Adventure (1984)
- High Speed (1986)
- F-14 Tomcat (1987)

## Jeu vidéo
- Defender (1980)
- Stargate (1981)
- Robotron: 2084 (1982)
- Blaster (1983)
- NARC (1988)
- Smash TV (1990)
- High Impact Football (1990)
- Strikeforce (1991)
- Super High Impact	(1991)
- Total Carnage (1992)
- Cruis'n USA (1994)
- Cruis'n World (1996)
- Cruis'n Exotica (1999)
- Target: Terror (2004)
- The Fast and the Furious (2006)
- The Fast and the Furious: Super Bikes
- Nex Machina (2017)